# Ubberud Sogn
Ubberud Sogn ist eine Kirchspielsgemeinde (dän.: Sogn)
auf der Insel Fyn (dt.: Fünen) im südlichen Dänemark.
Bis 1970 gehörte sie zur Harde Odense Herred im damaligen Odense Amt, danach zur Odense Kommune im
Fyns Amt, die im Zuge der  Kommunalreform zum 1. Januar 2007 Teil der Region Syddanmark geworden ist.
Im Kirchspiel leben 2576 Einwohner (Stand: 1. Januar 2023).
Im Kirchspiel liegt die Kirche „Ubberud Kirke“.
Ab 1. Oktober 2010 wurde Ravnebjerg Sogn aus Ravnebjerg Kirkedistrikt gebildet. Es liegt südlich von Ubberud Kirke.
Nachbargemeinden sind im Norden Korup Sogn, im Nordosten Paarup Sogn, im Osten Sanderum Sogn und Dyrup Sogn und im Süden Brændekilde Sogn, ferner in der westlich benachbarten Assens Kommune Broholm Sogn und Vissenbjerg Sogn sowie in der nördlich gelegenen Nordfyns Kommune Vigerslev Sogn.

## Persönlichkeiten
- Richard Møller Nielsen (* 1937 in Ubberud; † 2014 in Odense), Fußballspieler und -nationaltrainer